# Casa al carrer del Centre, 2 (el Far d'Empordà)
La Casa al carrer del Centre, 2 és una obra del Far d'Empordà (Alt Empordà) inclosa a l'Inventari del Patrimoni Arquitectònic de Catalunya.

## Descripció
Edifici aïllat situat a l'entrada del poble. És una gran casa de planta rectangular, amb planta baixa i un pis amb coberta a dues vessants. La casa té un paredat de pedres sense escairar a la façana i poques obertures. En una de les façanes trobem l'entrada d'accés de la casa, amb una porta amb carreus de grans dimensions, força ben escairats, i amb una gran llinda amb la data 1520 inscrita. A sobre aquesta porta trobem tres finestres, dues de les quals posteriros a la construcció original i una de l'epoca de la construcció amb carreus, però amb una llinda reaprofitada. Les cantonades de la casa són carreuades i fins i tot, en una de les façanes trobem un contrafort. Aquesta casa ha patit moltes modificacions al llarg del temps i s'hi han obert moltes obertures en èpoques posteriors, fins al punt que s'ha obert una nova porta d'accés en una de les façanes i tres finestres al primer pis, de maó, en una façana a on no hi havia obertures.